# Pajęczyna Charlotty (film 2006)
Pajęczyna Charlotty (ang. Charlotte’s Web) – amerykańska komedia familijna z 2006 roku powstała na podstawie książki Elwyna Brooksa White’a Pajęczyna Szarloty. Film wyprodukowany przez wytwórnie Nickelodeon Movies i Paramount Pictures.

## Obsada
- Dakota Fanning – Fern
- Julia Roberts – Pajęczyca Charlotta
- Dominic Scott Kay – Świnka Wilbur
- Steve Buscemi – Szczur Templeton
- John Cleese – Owca Samuel
- Oprah Winfrey – Gąska Gussy
- Cedric the Entertainer – Gąska Golly
- Kathy Bates – Krowa Bitsy
- Reba McEntire – Krowa Betsy
- Robert Redford – Koń Ike
- Thomas Haden Church – Krowa Brooks

## Wersja polska
Opracowanie wersji polskiej: Start International Polska

Reżyseria: Elżbieta Kopocińska-Bednarek

Dialogi polskie: Joanna Serafińska

Dźwięk i montaż: Michał Skarżyński

Kierownik produkcji: Elżbieta Araszkiewicz

W wersji polskiej udział wzięli:
- Agata Kulesza – Pajęczyca Charlotta
- Beniamin Lewandowski – Świnka Wilbur
- Sławomir Pacek – Szczur Templeton
- Julia Jędrzejewska – Fern
- Paweł Szczesny – Pan Zuckerman
- Ilona Kucińska – Pani Zuckerman
- Dariusz Kowalski – Pan Arable
- Bożena Stachura – Pani Arable
- Marek Obertyn – Narrator
- Grzegorz Pawlak – Brooks
- Jarosław Boberek – Kruk Elwyn
- Krzysztof Bednarek – Avery
- Wojciech Duryasz – Owca Samuel
- Jacek Lenartowicz – Gąska Golly
- Agnieszka Kunikowska – Gąska Gussy
- Joanna Wizmur – Krowa Bitsy
- Elżbieta Kijowska – Krowa Betsy
- Mirosław Zbrojewicz – Koń Ike
- Włodzimierz Matuszak – Doktor Dorian

W pozostałych rolach:
- Robert Wabich
- Piotr Makarski
- Katarzyna Skolimowska
- Dorota Ignatiew
- Anna Sztejner
- Joanna Węgrzynowska
- Waldemar Barwiński
- Aleksander Mikołajczak
- Cezary Nowak
- Jan Kulczycki
- Janusz Wituch
- Tomasz Bednarek
- Jarosław Domin
- Zbigniew Konopka
- Katarzyna Czarnota
- Wit Apostolakis
- Franciszek Boberek
- Klaudia Cherubińska
- Katarzyna Abbas

Lektor: Marek Lelek